# ドルアーガの塔 (アトラクション)
『ドルアーガの塔』（ドルアーガのとう）は、ナムコ（後のバンダイナムコエンターテインメント）が開発した同名のコンピュータゲームをベースとする遊園地、テーマパーク向けアトラクション。
1990年に大阪市の鶴見緑地で開催された国際花と緑の博覧会にギャラクシアン3とともに出展された。当時では珍しい参加型アトラクションであり、反響を呼んだ。このことが後にナムコ・ワンダーエッグへとつながっていく。

## 概要
ライド型アトラクションに本格的にゲーム感覚を取り入れた施設（東京ディズニーランドのバズ・ライトイヤーのアストロブラスターのオリジナル的存在）。1987年に富士急ハイランドに設置された「シューティングコースター ゾーラ」をグレードアップしたものでゾーラの企画、製作者によってこのドルアーガの塔も製作されている。
高さ20メートルの塔をシンボルとして4人乗りのライドに乗りながら、赤外線による移動体通信技術を使用した銃型の武器を利用し、敵に付いた的に光線を当てることで倒しながら進み、ボスであるドルアーガを倒すことを目的としたアトラクション。
銃の引き金を引くと狙っている地点が赤色LEDにより照らされると共に赤外線LEDによりライドに乗っている4人のうち誰による射撃かという情報を的に送られ、的はその情報を正しく受信するとその敵を倒す事ができる。倒した敵によってはアイテムが手に入ることもあり、オリジナルと同様にアイテムの有無によってゲーム展開が変化する。ライドも常に赤外線通信によって情報を受信しており、得点やアイテムなどのプレイ内容はプレイヤーの手元にあるパネルに即座に反映される。
ドルアーガの手前には中ボスとしてドラゴンが配置されており、ドラゴンを倒せなかった場合はドルアーガに挑む事無くアトラクションは終了し、「ブロンズナイト」という最も低い評価になる。ドラゴンを倒すと最終ボスであるドルアーガに挑む事が出来るが、ドルアーガの弱点は銃の照準と同じ赤色の光で照らされているため照準を合わせる事が難しい。ドルアーガを倒せなかった場合は、「シルバーナイト」という中間の評価になる。ドルアーガを倒す事が出来た場合はカイを救出することが出来、「ゴールドナイト」という最高の評価を得る事が出来る。
ドラゴンを倒せなかった場合はドルアーガの間の手前で、ドルアーガを倒せなかった場合はその場でライドの進行方向が90度右回転し、降り場まで退場コースを走行する。
なお、ライド毎のスコアは集計されるが各プレイヤー個人のスコアは表示されない。これは風適法の対象になることを防ぐためと言われている。

## 歴史
1990年に大阪市の鶴見緑地で開催された国際花と緑の博覧会にギャラクシアン3とともに出展。ライド部分の制作はトーゴが行った。
博覧会終了後、1992年に東京都二子玉川にあったナムコ直営テーマパークのナムコ・ワンダーエッグに移設されたが、2000年12月31日に同所が閉園したため解体・廃棄され現存しない。
当初は移設することを考慮していなかったため、大阪とは電源周波数の異なる東京のナムコ・ワンダーエッグへ移設される際、そのままではライドの進行速度が変わってしまうため、インバーターを使って50Hz→60Hz変換を行い運営していた。(ギャラクシアン3はモーターで直接駆動する構造ではなかったので影響はなかった)